# فريمان جيل
فريمان جيل (بالإنجليزية: Freeman Gill)‏ هو عسكري أمريكي، ولد في 5 سبتمبر 1851 في بوسطن في الولايات المتحدة، وتوفي في 8 أبريل 1905.